# Fabiana da Silva
Fabiana da Silva (Niterói, 27 de julho de 1988) é uma jogadora brasileira de badminton.

## Trajetória desportiva
Fabiana da Silva conheceu o badminton por acaso, quando treinava vela na praia de Charitas e foi surpreendida pelas condições climáticas inadequadas; para não perder a viagem, o treinador da então menina resolveu apresentar a ela um outro esporte, o badminton. Foi aí que ela se apaixonou pelo badminton, continuou jogando por brincadeira, mas depois veio a vontade de competir, até chegar num momento em que teve que escolher um dos dois esportes, e escolheu o esporte da raquete e da peteca.
Algumas de suas conquistas são: medalha de prata por equipes nos Jogos Sul-Americanos de 2010 em Medellín; campeã nas provas individuais, dupla feminina e mista na competição do ano seguinte; terceira colocação nas provas individuais e duplas simples no pan-americano de badminton em 2013; e campeã brasileira de 2014.
Integrou a delegação nacional que disputou os Jogos Pan-Americanos de 2011 em Guadalajara, no México, e os Jogos Pan-Americanos de 2015 em Toronto, no Canadá.
Nos Olimpíadas de 2016 no Rio de Janeiro, Fabiana da Silva integrou a equipe reserva que permaneceu no Brasil se preparando para a Olimpíada, enquanto os classificados seguiram para Portugal, onde passaram um período de treinos.
Após fazer parte da equipe reserva na Olimpíada anterior, Fabiana representou o Brasil no time principal da categoria juntamente com Ygor Coelho nas Olimpíadas de 2020 em Tokyo, devido a sua classificação mundial. Porém, acabou sendo eliminada ainda na fase de grupos após perder os 2 jogos primeiros jogos, não tendo mais chance de se classificar.